# De Heer Ontwaakt!
De Heer Ontwaakt! was een radioprogramma op de Nederlandse radiozender NPO Radio 2. Het programma werd uitgezonden door de publieke omroep BNNVARA. De Heer Ontwaakt! werd gepresenteerd door Sander de Heer. Vaste invaller was Toine van Peperstraten.
In het programma komt nieuws maar ook entertainment aan bod. Tevens is er ieder half uur een nieuwsbulletin van de NOS en daarop aansluitend weer & verkeer. Aan de luisteraars wordt gevraagd naar hun mening over verschillende onderwerpen. De Heer Ontwaakt! was tussen maandag 25 februari 2008 en vrijdag 2 oktober 2015 te horen op NPO Radio 2.

## Programmaonderdelen
- Wie Wat Waar Wendy - Verslaggever Wendy Beenakker reist iedere ochtend naar een locatie in Nederland om daar verslag te doen van een actuele nieuwsgebeurtenis.
- Hey, kopje koffie? - In dit onderdeel kunnen luisteraars die op de snelweg rijden naar de studio bellen voor een gratis kopje koffie. Presentator Sander de Heer belt vervolgens met het eerstvolgende tankstation waar de luisteraar langs rijdt, om een gratis kopje koffie te regelen.
- Toine's Trio - Op maandagochtend kiest Toine van Peperstraten zijn drie mooiste sportgebeurtenissen van het afgelopen weekend.
- Het Laatste Woord - Iedere vrijdagochtend opent Sander rond 8.50 uur de lijnen van de studio en hebben luisteraars 'Het Laatste Woord'.
- Gisteravond Gemist - Sander praat je om 6.45 uur bij over wat je de avond ervoor hebt gemist.
- Raadsheer Bram - Iedere vrijdagochtend zit Sander's eigen Bram Moszkowicz in de studio om vragen van luisteraars te beantwoorden.
- Flitsie Frankie - Dit item was te horen na het nieuws van 07:30 uur. Frank van 't Hof vertelt razendsnel de flitsers als Flitsie Frankie.